# Набиева, Зейнаб Набиевна
Зейнаб Набиевна Набиева (21 декабря 1912, с. Гоцатль Большой, Хунзахский район, Дагестанская АССР — 1994) — аварская советская театральная актриса, народная артистка Дагестанской АССР (1958), народная артистка РСФСР (1960).

## Биография
Зейнаб Набиевна Набиева родилась 21 декабря 1912 года в селе Гоцатль Хунзахского района Дагестана. После открытия Аварского театра в Хунзахе, несмотря на яростное сопротивление родственников, решила стать артисткой и устроилась в театр. 
С 1935 года всю жизнь выступала в труппе Аварского театра им. Г. Цадасы. За 40 лет работы в театре создала сотни образов. Искусство актрисы характеризовалось богатством жизненных наблюдений, эмоциональной силой, острой выразительностью, сочным, бытовым юмором, особенно ярко проявившимися в характерных ролях.

## Награды и премии
- Заслуженная артистка Дагестанской АССР (1950).
- народная артистка Дагестанской АССР (1958).
- Народная артистка РСФСР (23.04.1960).
- Орден Трудового Красного Знамени.
- Медаль «За трудовую доблесть».
- Почётные и благодарственные грамоты.

## Работы в театре
- «Любовь Яровая» К. Тренева — Любовь Яровая
- «Самодуры» К. Гольдони — Феличе
- «Отелло» Шекспира — Эмилия
- «Ночь лунного затмения» М. Карима — Танкабике
- «Без вины виноватые» А. Островского — Кручинина
- «Гроза» А. Островского — Кабанова
- «Аманат» А. Качалова — Нуцалай
- «Махмуд из Кахаб-Росо» М. Абасова — Ашакодо
- «Суровые дни» Хуршилова — Айханум
- «Горянка» Р. Гамзатова — Хадижат
- «По горным дорогам» Даудова и Закарьяева — Гуарши

## Фильмография
- 1959 — Тучи покидают небо — Нуржан
- 1984 — Талисман любви — эпизод